# Gare de Chirac
La gare de Chirac est une gare ferroviaire française de la ligne de Béziers à Neussargues (dite aussi ligne des Causses), située sur le territoire de l'ancienne commune de Chirac, intégrée à Bourgs-sur-Colagne, dans le département de la Lozère, en région Occitanie.
Elle est mise en service en 1884 par la Compagnie des chemins de fer du Midi et du Canal latéral à la Garonne.
C'est une halte voyageurs de la Société nationale des chemins de fer français (SNCF), desservie par des trains régionaux TER Occitanie.

## Situation ferroviaire
Établie à 639 mètres d'altitude, la gare de Chirac est située au point kilométrique (PK) 617,441 de la ligne de Béziers à Neussargues, entre les gares du Monastier et de Marvejols.

## Histoire
La Compagnie des chemins de fer du Midi et du Canal latéral à la Garonne met en service la gare, le 3 mai 1884, lors de l'ouverture du tronçon de Banassac - La Canourgue à Marvejols, prolongé jusqu'à Neussargues en 1888.

## Service des voyageurs

### Accueil
Halte SNCF, c'est un point d'arrêt non géré (PANG) à entrée libre. 

### Desserte

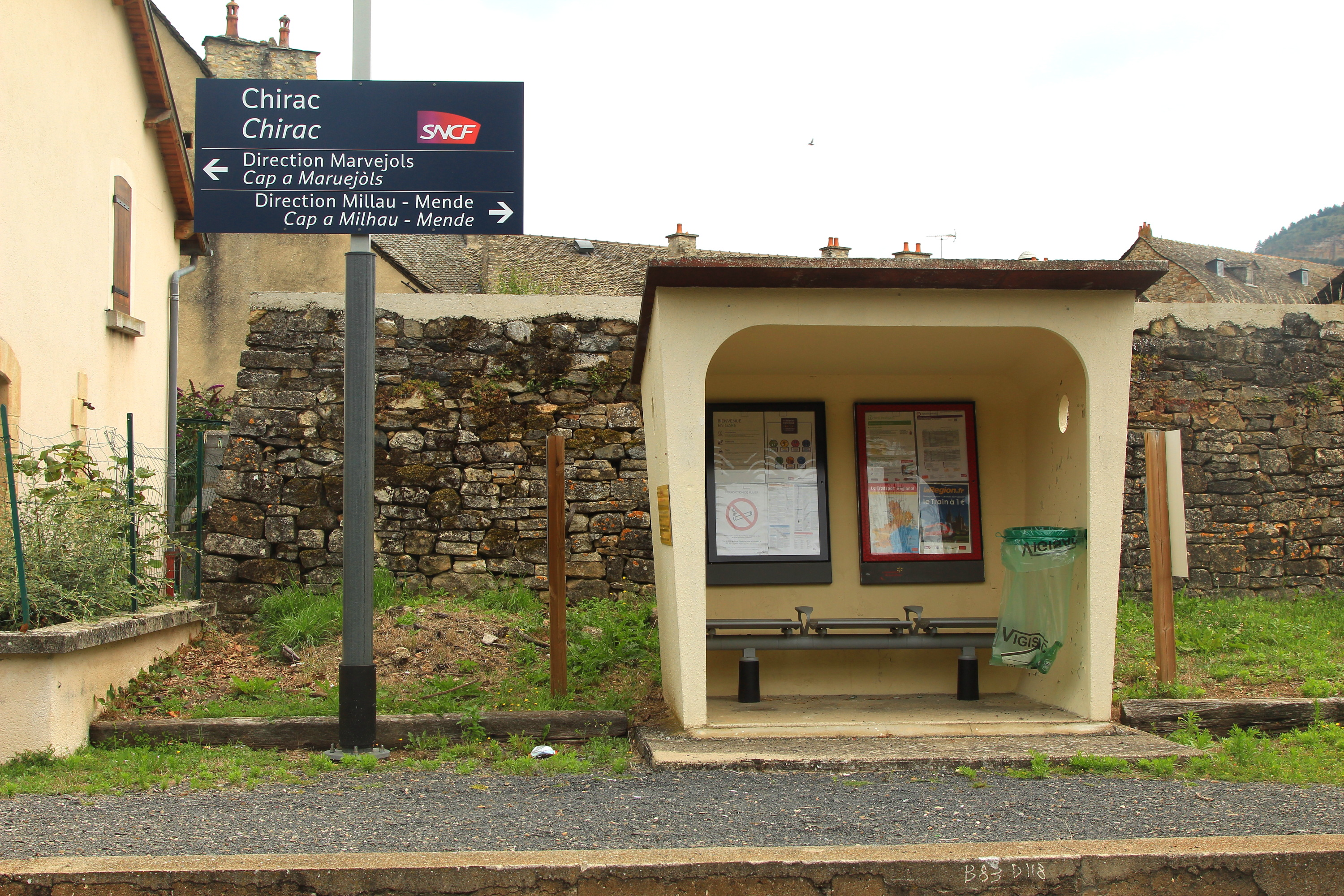
Aubette de la gare.

Chirac est desservie par des trains TER Occitanie.

### Intermodalité
Un parking pour les véhicules est aménagé. En renforcement ou complément des dessertes ferroviaires, la gare est desservie par des cars liO.